# Dyscophus insularis
Dyscophus insularis és una espècie de granota de la família Microhylidae que viu a Madagascar.